# Monstera epipremnoides
Monstera epipremnoides — вид квіткової рослини з родини Araceae, ендемік Коста-Рики. Раніше вважалося, що культивований клон належить до цього виду, але після порівняння з дикими популяціями M. epipremnoides рослина, що культивується, була зареєстрована як сорт під назвою Monstera 'Esqueleto'.